# ناحیه کان، شهرستان گرین، ایلینوی
ناحیه کان (به انگلیسی: Kane Township) یک منطقهٔ مسکونی در ایالات متحده آمریکا است که در شهرستان گرین، ایلینوی واقع شده‌است. ناحیه کان ۱۲۶٫۹۱ کیلومتر مربع مساحت دارد ۱۵۶ متر بالاتر از سطح دریا واقع شده‌است.